# Les Barricades Mystérieuses
Les Barricades Mystérieuses (Le Barricate Misteriose) è una composizione musicale per clavicembalo di François Couperin del 1717. È il quinto dei brani in si bemolle maggiore del 6º ordine del secondo libro di pezzi per clavicembalo di Couperin (Pièces de Clavecin). È emblematico dello style brisé caratteristico della musica barocca francese. Nel 2012 il brano è stato inserito al 76º posto nella classifica Classic 100 Music of France stilata dalla radio australiana ABC.

## Musica
Il brano è in forma di rondò e utilizza una variante della tradizionale romanesca con il basso ostinato in ritmo quaternario anziché nel più diffuso ternario. È costituito da un ritornello e 3 strofe (couplets) di varia lunghezza.
La partitura porta l'indicazione Vivement. Il brano combina quindi una certa vivacità con un carattere melanconico e misterioso. Nel corso del tempo il brano, come per altre composizioni per clavicembalo, è stato interpretato al pianoforte e trasposto, anche con cambi di tonalità, per chitarra, liuto e tiorba e altri strumenti.

## Titolo
Il brano è stato originariamente pubblicato con l'ortografia errata Les Baricades Mistérieuses, con una sola "r" nella prima parola, e una "i" al posto della "y" nella seconda parola. In seguito, il brano è stato riportato utilizzando una delle quattro combinazioni ortografiche possibili, e la versione con due "r" e con la "y" è diventata la più diffusa. Numerose sono le speculazioni sul significato del titolo, ma non vi sono prove disponibili a sostegno delle varie teorie. Ciononostante, le ipotesi più plausibili collegherebbero il titolo con le caratteristiche della composizione stessa. Ad esempio, il cembalista Luke Arnason suggerisce che:
I vari commentatori hanno inoltre suggerito diversi significati per la parola barricate:
- Un ostacolo alla comunicazione fra gli esseri umani
- Una barriera tra passato e presente o tra presente e futuro
- Il limite tra la vita e la morte
- La barriera tra l'immanente e il trascendente
- La cintura di castità
- Una barriera nello sguardo (riferimento alle ciglia delle donne nei salotti del XVII secolo)
- Le maschere indossate dagli artisti dello spettacolo "Le Mystère ou les Fêtes de l’inconnu" messo in scena nel 1714 per volere della Duchessa di Maine, uno dei mecenati di Couperin

Un'altra ipotesi vedrebbe la parola "barricades" derivare dal termine "barrique" e si riferirebbe quindi alla produzione del vino. L'oscillazione musicale evocherebbe quindi la pigiatura dei grappoli d'uva per estrarne il succo..

## Omaggi e riferimenti in altre opere
Il brano, o anche semplicemente il titolo, grazie al ravvivarsi dell'interesse attorno alle composizioni di Couperin a partire dagli inizi del XX secolo, è stato fonte di ispirazione in differenti campi artistici quali la musica, le arti visive e la letteratura.

### Musica
- Il brano Variations On Couperin's Rondeau incluso nell'album Short Circuits della compositrice statunitense Ruth White del 1970, propone al sintetizzatore Moog l'originale di Couperin nella sua interezza con l'aggiunta di un'ulteriore linea melodica.[8]
- Il brano del compositore statunitense Anthony Newman intitolato Barricades (Rock piece after Couperin for voice, harpsichord and rock instruments) incluso nell'album Bhajebochstiannanas (anagramma di Johann Sebastian Bach) del 1973, riporta nell'accompagnamento l'originale di Couperin nella sua interezza.[9]
- Nel brano elettroacustico del compositore cubano Sergio Barroso intitolato Las Barricadas Misteriosas del 1982, la melodia di Couperin è il punto di partenza per variazioni, modulazioni e scomposizioni sonore al Synclavier.
- Nel 1988 il chitarrista dei Police Andy Summers utilizzò il titolo Mysterious Barricades per un suo album e per la seconda traccia contenuta all'interno dello stesso.[10]
- Nel 1989 il compositore italiano Luca Francesconi utilizzò il titolo Les Barricades Mystérieuses per un brano per flauto e orchestra.[11]
- La canzone Bambina tratta dall'album Father of the Bride dei Vampire Weekend del 2019, presenta nell'accompagnamento diverse similitudini con il tema principale del brano di Couperin.[12]

### Arti Visive
- Il titolo di un quadro di René Magritte del 1961.[13]

### Colonne sonore
- Il brano è utilizzato nella colonna sonora di Marie Antoinette di Sofia Coppola del 2006.
- Il brano è utilizzato nella colonna sonora di The Tree of Life di Terrence Malick del 2011.

### Letteratura
- Nel thriller italiano Imprimatur di Monaldi & Sorti del 2002, il brano è menzionato come codice in cui è cifrato un rimedio segreto messo a punto da Athanasius Kircher contro la peste nera.